# 유니버설 플러그 앤 플레이
유니버설 플러그 앤 플레이 (UPnP)는 UPnP 포럼이 공표한 컴퓨터 네트워크 프로토콜의 집합이다. UPnP의 목표는 장치들을 부드럽게 연결하고 가정 네트워크와 회사 환경의 기능(데이터 공유, 통신, 엔터테인먼트)을 단순화하는 것이다. UPnP는 개방된 인터넷 기반의 통신 표준 기반의 UPnP 장치 제어 프로토콜을 정의하고 출판함으로써 이를 달성한다.
UPnP라는 용어는 컴퓨터에 직접 장치를 유동적으로 부착하는 기술인 플러그 앤 플레이에서 비롯한 것이다.

## 기능
- 미디어 및 장치의 독립
- 사용자 인터페이스 (UI) 제어
- 운영 체제, 프로그래밍 언어 독립
- 프로그래밍 제어
- 확장성

## 같이 보기
- Digital Living Network Alliance